# Sociedades Organizadoras
Las sociedades organizadoras son asociaciones, agrupaciones o personas físicas o jurídicas, que organizan carreras de caballos lisas o de obstáculos dentro de España.
Están oficialmente reconocidas por el Jockey Club Español, y se someten al Código de Carreras. Sus programas deben ser publicados en la página web del Jockey Club Español para ser aprobados.

## Sociedades Organizadoras en España

### Asociación de Hipódromos

#### Carreras de caballos al galope
| Sociedad Organizadora                          | Abrev. | Hipódromo                            | Municipio     |
| ---------------------------------------------- | ------ | ------------------------------------ | ------------- |
| Hipódromo de la Zarzuela, S.A.                 | HdZ    | Hipódromo de la Zarzuela             | Madrid        |
| Hipódromos y Apuestas Hípicas de Euskadi, S.A. | HAHE   | Hipódromo Municipal de San Sebastián | San Sebastián |
| Apuesta Hípica y Deportiva Iberia, S. A.       | AHDI   | Gran Hipódromo de Andalucía          | Dos Hermanas  |
| Real Club Pineda                               | RCP    | Hipódromo de Pineda                  | Sevilla       |

#### Carreras de caballos al trote
| Sociedad Organizadora                  | Abrev. | Hipódromo                                             | Municipio                 |
| -------------------------------------- | ------ | ----------------------------------------------------- | ------------------------- |
| Institut de l’Esport Hípic de Mallorca | IEHM   | Hipódromo de Son Pardo Hipódromo Municipal de Manacor | Palma de Mallorca Manacor |

#### Carreras de caballos al galope en la playa
| Sociedad Organizadora                          | Abrev. | Playa                                | Municipio             |
| ---------------------------------------------- | ------ | ------------------------------------ | --------------------- |
| Asociación de Carreras de Caballos de Sanlúcar | SL     | Playa de la Calzada o de las Piletas | Sanlúcar de Barrameda |

### Otros Hipódromos
| - Hipódromo de Antela (gl) (Ginzo de Limia) [Jockey Club Galicia] | - Hipódromo de Gran Canaria (Vecindario) |

- Datos: Q6131099